# Sinularia gardineri
Sinularia gardineri är en korallart som först beskrevs av Pratt 1903.  Sinularia gardineri ingår i släktet Sinularia och familjen läderkoraller. Inga underarter finns listade i Catalogue of Life.